# 삼강오륜
삼강오륜(三綱五倫)이란 유교에서 기본이 되는 도덕지침이라 알려져 있다. 그러나 (공자의 가르침을 따르는) 정통 유교의 근본은 오륜이고, 후에 정치적 목적으로 마련된 것이 삼강이다. 그래서 군위신강과 군신유의, 그리고 부위부강과 부부유별의 덕목이 서로 그 근본 뜻이 다르다.

## 삼강
삼강(三綱)에는 다음의 세 가지가 있다.
- 군위신강(君爲臣綱): 임금은 신하의 '벼리'(뼈대.골자)가 되어야 한다.
- 부위자강(父爲子綱): 아버지는 자식의 '벼리'가 되어야 한다.
- 부위부강(夫爲婦綱): 지아비는 지어미의 '벼리'가 되어야 한다.

여기서 '벼리'(綱)는 규제하여 총괄하는 사람이라는 의미로, 각각 임금은 신하의, 아버지는 자식의, 지아비는 지어미의 본보기가 되어야 한다는 것이나, 후대에 다음과 같이 변질되기도 한다
- 군위신강(君爲臣綱) : 신하는 임금을 섬기는 것이 근본이다.
- 부위자강(父爲子綱) : 자식은 부모를 섬기는 것이 근본이다.
- 부위부강(夫爲婦綱) : 아내는 남편을 섬기는 것이 근본이다.

## 오륜
오륜(五倫)에는 다음 다섯 가지가 있다. 
- 父子有親(부자유친): 부모와 자식 사이에는 친함이 있어야 한다.
- 君臣有義(군신유의): 임금과 신하 사이에는 의로움이 있어야 한다.
- 夫婦有別(부부유별): 부부 사이에는 구별(분별)이 있어야 한다.
- 長幼有序(장유유서): 어른과 아이 사이에는 차례와 질서가 있어야 한다.
- 朋友有信(붕우유신): 벗 사이에는 믿음이 있어야 한다.

여기서 親, 친함이란 단순히 친밀함을 의미하는 것이 아니라 사랑(仁)을 의미하는 것이며, 別, 구별이란 단순히 구별을 의미하는 것이 아니라 부부 간의 역할이 다르며 이를 존중한다는 禮의 정신을 담고 있다.
삼강오륜의 親, 義, 別, 序, 信은 인의예지신(仁, 義, 禮, 智, 信)이라는 유교의 다섯 가지 기본적인 덕목을 반영하고 있다.